# Michiko Hirayama
Michiko Hirayama (平山 美智子 Hirayama Michiko) (Tokyo, 14 luglio 1923 – Roma, 1º aprile 2018) è stata un soprano giapponese.

## Biografia
Figlia di due avvocati, Michiko Hirayama crebbe in un ambiente di alto livello culturale e conobbe l'importante musicista giapponese Fumio Hayasaka, che fu anche maestro di Tōru Takemitsu.
Studiò musica all'Università delle arti di Tokyo, all'Accademia di Santa Cecilia a Roma, all'Accademia Chigiana di Siena e al Mozarteum di Salisburgo.
Nel 1957 si trasferì in Italia dove conobbe Domenico Guaccero e soprattutto il compositore Giacinto Scelsi (1905-1988), del quale eseguì numerosi lavori, tra cui il ciclo dei Canti del Capricorno a lei dedicati.
Dotata di una vocalità "sporca", come lei stessa disse, aveva un'estensione vocale di quattro ottave, e si dedicò spesso a lavori sperimentali e d'avanguardia.
Scrive Mario Gamba che aveva "doti tecniche superlative al servizio di una visione eterodossa della musica e della vocalità", del genere di Cathy Berberian, Gabriella Bartolomei, Sajncho Namčylak. Ancora a 82 anni, nel 2006, eseguì l'intera serie dei Canti del Capricorno.
Oltre che con Scelsi, lavorò anche con Mauro Orselli, Mauro Tiberi e Luca Miti nel campo dell'improvvisazione, riguardo al quale diceva: «Mozart improvvisava! Schubert improvvisava! Webern improvvisava! Poi c'è chi sa improvvisare e chi no».
Fra le sue allieve, Sabina Meyer.

## Repertorio

### Composizioni di Giacinto Scelsi
- Canti del Capricorno(1962–72)
- Hô (1960)
- Taiagarù (1962)
- Khoom (1962)
- Ave Maria, Pater noster, Alleluja (1970)
- Pranam I (1972)
- Sauh(1973)